# ノースボルト
ノースボルトは、かつてスウェーデンに存在した電気自動車向け二次電池の製造を手掛けていたベンチャー企業。

## 概要
2016年、アメリカ合衆国の電気自動車メーカーであるテスラで調達担当を務めたピーター・カールソンが創業。スウェーデンのヴェステロース市内に本社を構えた。
2010年代、経済安全保障の観点から二次電池の生産規模を拡大し続ける中国に対抗しうる、欧州域内の電池メーカーを育てたいとする欧州の経済界の意向にも合致し、発足当初からヨーロッパ発の自動車向け電池のスタートアップ企業として、大きな注目と期待を集めた。株主リストにはドイツの自動車メーカー大手のフォルクスワーゲンやBMW、アメリカ金融大手のブラックロックやゴールドマン・サックス、スウェーデンとデンマークの年金基金など大企業や政府系機関が名を連ね、同社の工場がまだ建設中の段階で、ヨーロッパの複数の自動車メーカーから車載電池の大型受注の獲得に成功した。
しかし、発足当初から会社側には電池製造のノウハウや技術的優位性は全く無く、中国に依存しない体制を作りたいとする株主らの意向をよそに、電池の主要製造装置などのほとんどを中国企業から調達。シェレフテオに作られた大規模工場（ギガファクトリー）の生産ラインの稼働も中国人技術者なしでは成り立たず、工場における電池の生産量は計画に遠く及ばない数に低迷した。2024年6月には、BMWとの間で結ばれた20億ユーロ規模の電池供給契約を失い資金繰りにも行き詰まった。
同年11月にはアメリカで連邦破産法11条の適用申請を行い事実上倒産。スウェーデン政府からの補助金や新たな投資家からの資金調達も模索したが、いずれも話はまとまらずに2025年3月にはスウェーデン国内でも破産を申請。スウェーデン国内の企業破綻としては過去最大級となり、5000人以上の従業員も順次解雇された。